# Delfzijl
Delfzijl (anhörenⓘ) (Gronings Delfziel; veraltet deutsch Delfsiel) ist eine Kleinstadt in der Provinz Groningen in den nordöstlichen Niederlanden mit 16.965 Einwohnern (Stand 1. Januar 2024) und war bis zum Ende des Jahres 2020 eine eigenständige Gemeinde. Seit dem  1. Januar 2021 gehört sie zur neugeschaffenen Gemeinde Eemsdelta. Die Küstenorte von Delfzijl liegen an der Mündung der Ems in die Nordsee. Punt van Reide ist eine gut 3 Kilometer lange Landzunge, die den natürlichen Abschluss des Dollarts bildet.
Der Name Delfzijl setzt sich aus ‚delf‘ (= der alte Name des Damsterdiep, eines Kanals) und ‚zijl‘ (= Siel, Schleuse) zusammen. Die Gemeinde hat eine Fläche von 227,50 km², wovon 94,37 km² mit Wasser bedeckt sind. Nachbargemeinden von Delfzijl sind von Südosten aus im Uhrzeigersinn: Oldambt, Slochteren, Appingedam und Loppersum sowie Eemsmond im Nordwesten. Krummhörn und Emden in Deutschland sind Richtung Nordosten zu finden, auf der anderen Seite der Emsmündung.

## Orte
Zur Gemeinde gehören die unten stehenden Orte; (K) bezeichnet eine sehenswürdige alte Dorfkirche; (M) bedeutet, dass es eine sehenswürdige Windmühle gibt.
| - Delfzijl (M), Hauptort und Verwaltungszentrum der Gemeinde - Bierum (K) - Farmsum (M) - Dorfkirche Godlinze, (mit Orgel von Arp Schnitger) - Krewerd - Holwierde (K) | - Meedhuizen (Gronings: Mijhoezen oder Midhoezen) - Spijk (K, M) - Termunten mit Punt van Reide - Termunterzijl - Wagenborgen - Woldendorp (K) |

## Geschichte
Die ersten Menschen siedelten wohl schon rd. 3000 v. Chr. in diesem Gebiet. Dies könnte ein Hünengrab belegen, welches im Jahr 1982 bei Bauarbeiten entdeckt wurde und heute im Muzeeaquarium Delfzijl ausgestellt ist. Um sich vor den Gezeiten zu schützen, die das tief liegende Land immer wieder zu großen Teilen überspülten, legten die frühen Bewohner sogenannte Wurten an, Hügel, auf denen zuerst nur Höfe und später ganze Dörfer gebaut wurden. Solche Wurtendörfer (niederländisch: wierdendorp) sind für die Delfzijler Gegend typisch. Siehe auch: Loppersum.

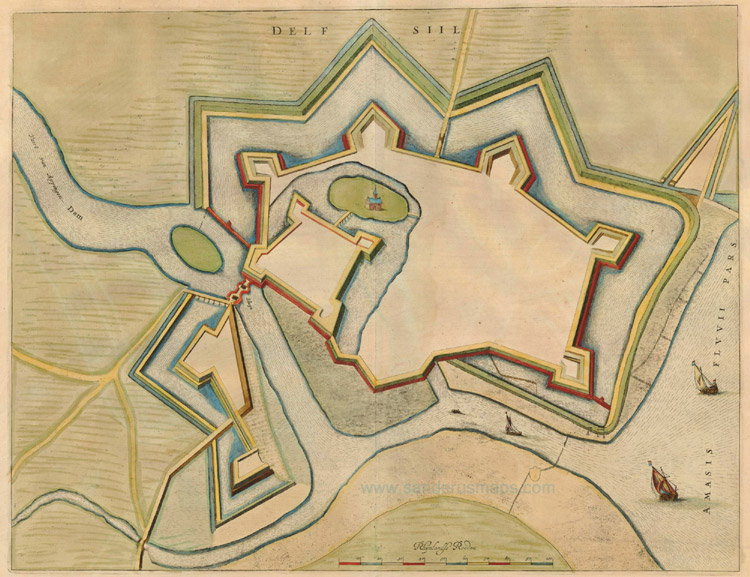
Delfzijler Schanze, Skizze von J. Blaeu, 1649

Der Name Delfzijl taucht zum ersten Mal in einem Dokument vom 19. Juni 1303 auf. Um 1300 wurde in dem historischen Fluss Delft, der von Groningen Stadt zur Ems lief, eine Schleuse angelegt. Wenige Jahre später kamen zwei weitere hinzu. Der natürliche Hafen wurde bald ein Umschlagplatz für Waren aller Art und die Einwohnerzahl stieg in der Folge stark.
Im Jahr 1580 während des Achtzigjährigen Krieges bauten die Watergeuzen (Widerstandskämpfer) unter der Leitung des Groningers Barthold Entens die „kleine Schanze“. Diese fiel jedoch ein Jahr später in die Hände der spanischen Besatzer. Im Jahr 1591 eroberte Fürst Moritz von Oranien und sein Neffe Graf Wilhelm Lodewijk die Schanze zurück und schnitten das später zu belagernde Groningen damit von seinem wichtigen Meereszugang ab. Unter der Leitung des Festungsbaumeisters und Militärführers Johan van den Kornput wurde die Schanze erweitert und verstärkt. Delfzijl wurde eine Festungsstadt mit 40 m breiten Grachten einem Festungswall mit fünf Bollwerken, Ringgräben und auf der Meeresseite befand sich ein Deich mit Holzsperren. Die Lage des heutigen Zentrums und der Verlauf der Straßen, sowie die Benennung einiger der Straßen geht auf dieses 16. Jhd. zurück.

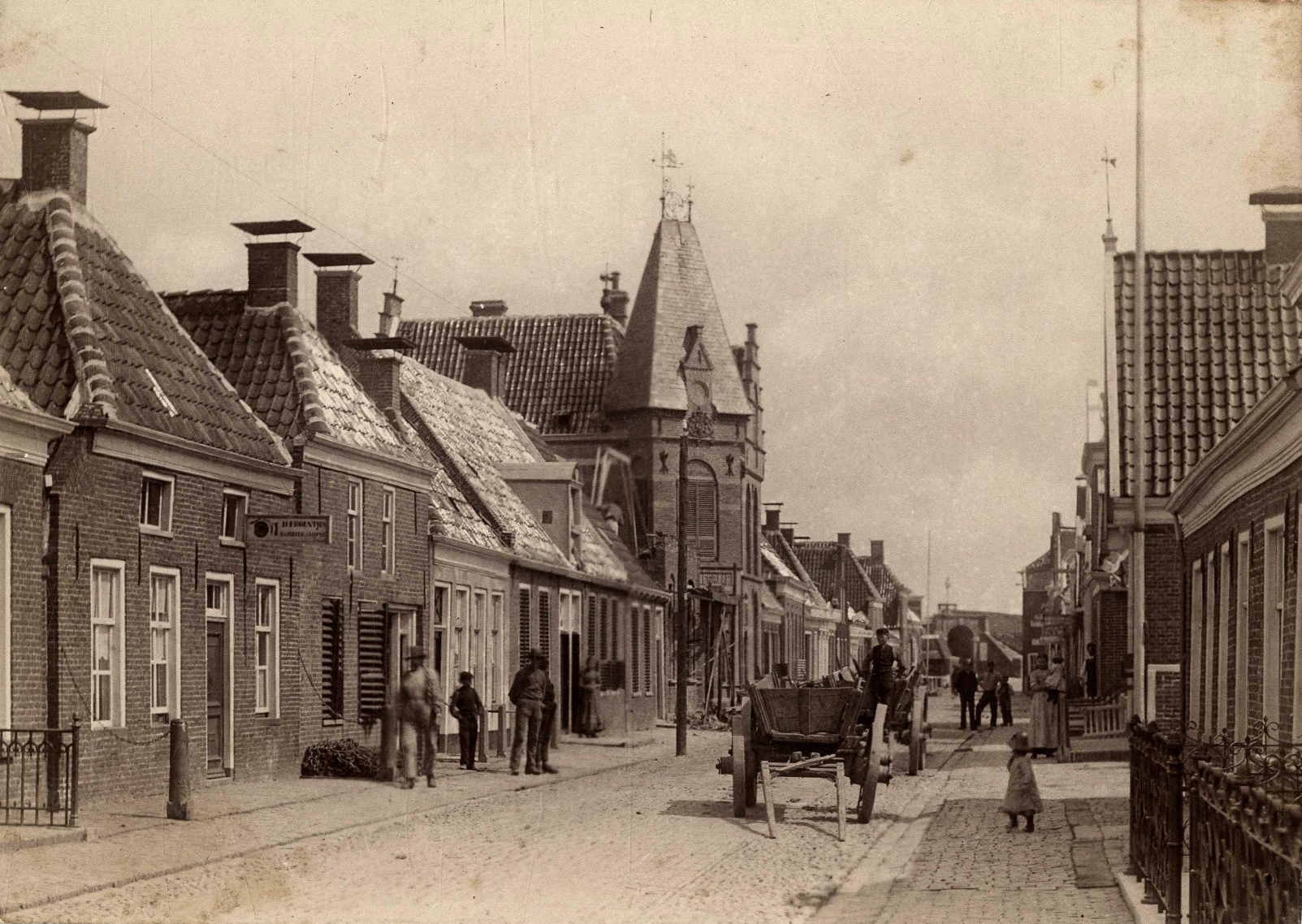
Waterstraat in Delfzijl ca. 1900 (im Hintergrund das noch heute existierende Wassertor)

Damit gab es Schutz vor feindlichen Angriffen, und die Wassertore konnten bei hoher Tide geschlossen werden. Ein halbes Jahrhundert später, am 6. August 1655, suchte der niederländische Admiral Michiel de Ruyter im Hafen von Delfzijl mit seiner Flotte Zuflucht vor englischen Kriegsschiffen. Nach der Belagerung von Delfzijl (1813–1814) räumten die Franzosen ihre letzte Bastion in den Befreiungskriegen in Holland.
1859 hatte Delfzijl drei Hauptstraßen, fünf Seitenstraßen und 1760 Einwohner. 1888 wurde im Rahmen der Beleuchtung der Unter-Ems der erste Leuchtturm Delfzijl erbaut.
Am 11. Mai 1940 wurde Delfzijl von Truppen der Wehrmacht besetzt (siehe Westfeldzug). Dort wurde in zwei Monaten eine Flakbatterie (mit vier 10,5-cm-Flugabwehrkanonen), Kaserne und Radarstation errichtet, welche neben 30 weiteren deutschen und niederländischen Standorten (u. a. im benachbarten Termunten) den Luftabwehrring um die wichtige deutsche Industrie- und Hafenstadt Emden bilden sollte. Die Geschütze waren in Vertiefungen auf dem Deich montiert.
Am Ende des Zweiten Weltkriegs wollte/sollte die Wehrmacht den Fluchtweg über die Ems nach Ostfriesland freihalten. Die Westalliierten griffen vom 23. April bis zum 2. Mai 1945 an; dabei wurden die Stadt Delfzijl und das Dorf Holwierde schwer beschädigt. Nach harten und blutigen Kämpfen setzten sich die Angreifer durch.
Auf einem der bis heute noch erhaltenen und in der Umgebung sichtbaren Bunker wurde 1960 das Muzeeaquarium Delfzijl (Seemuseum) errichtet und dort im begehbaren ehemaligen Militärbauwerk (Munitionsauffüllraum, Typ FL 246) Meeresaquarien aufgestellt.

## Wirtschaft

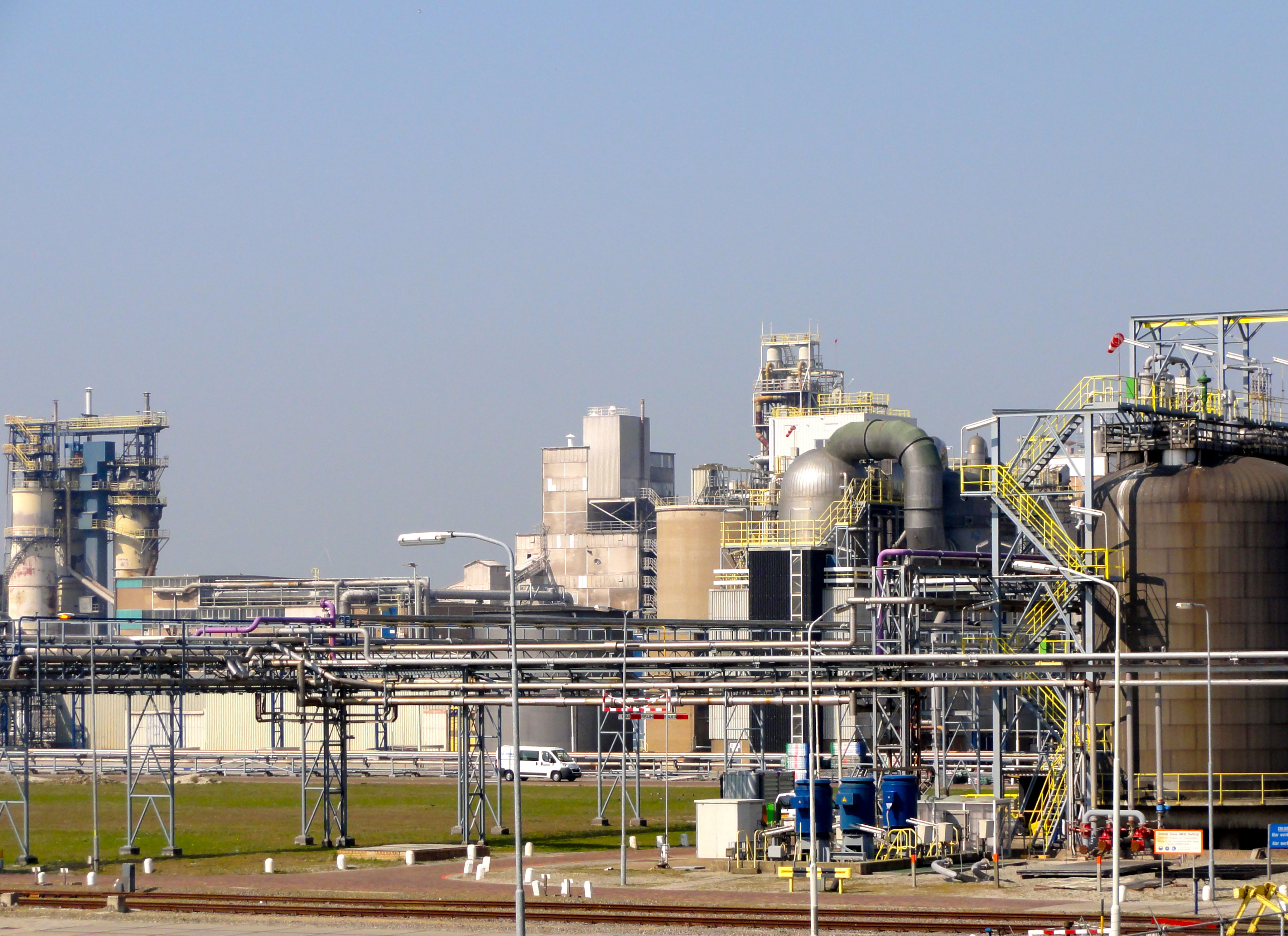
Chemiepark Delfzijl (2011)

Nach dem Zweiten Weltkrieg erfuhr Delfzijl einen wirtschaftlichen Aufschwung. Das Industriegebiet Oosterhorn sowie der Hafen ist der fünftgrößte Seehafen der Niederlande und bietet eine gute Ausgangsbasis für etliche Industriebetriebe. Gas-, Öl- und Salzfunde in der nahen Umgebung taten ihr Übriges für die Ansiedlung großer Betriebe. Hier produziert die Firma Aluminium Delfzijl, die heute zum Konzern Tata Steel gehört. Akzo Nobel betreibt Werke für Membranelektrolyse und für chlorierte Kohlenwasserstoffe.
Der Chemiepark Delfzijl ist rund 100 ha groß und nach Rotterdam der zweitgrößte niederländische Standort der chemischen Industrie.
Delfzijl wird durch die Bahnstrecke Groningen–Delfzijl für den Güterverkehr als auch den Personenverkehr erschlossen.

## Politik
Am 1. Januar 2021 wurden die Gemeinden Appingedam, Delfzijl und Loppersum zur Fusionsgemeinde Eemsdelta zusammengeschlossen.
Kurzzeitig hatte auch Annemarie Jorritsma das Amt des Bürgermeisters inne, bevor sie ihre Stelle in Almere antrat. Vom 1. Mai 2004 bis 14. Februar 2006 war Maritje Appel-de Waart Bürgermeisterin von Delfzijl. Sie trat nach einem langen Konflikt mit dem Magistrat zurück. Seit dem 1. Oktober 2015 ist Gerard Beukema (PvdA) kommissarischer Bürgermeister der Gemeinde.

### Kollegium von Bürgermeister und Beigeordneten
Folgende Personen gehören zum Kollegium und sind in folgenden Bereichen zuständig:
| Name               | Partei       | Ressort                              |
| ------------------ | ------------ | ------------------------------------ |
| Jan Menninga       | Fractie 2014 | Finanzen, Sport, Bildung             |
| Meindert Joostens  | ChristenUnie | Soziale Unterstützung, Partizipation |
| Hans Ronde         | VVD          | Jugend, Wirtschaft, Kultur           |
| IJzebrand Rijzebol | CDA          | Raumordnung, Energie, Verkehr        |

Das Amt des Gemeindesekretärs wird seit Juni 2012 von Peter Leeuw ausgeübt.

### Sitzverteilung im Gemeinderat
Der Gemeinderat umfasst 2018 erstmals seit 1986 wieder 19 Sitze, nachdem er seit 2002 21 Sitze gezählt hat. Seit 2006 wird er folgendermaßen gebildet:
| Partei                  | Sitze | Sitze | Sitze | Sitze |
| Partei                  | 2006  | 2010  | 2014  | 2018  |
| ----------------------- | ----- | ----- | ----- | ----- |
| Fractie 2014            | —     | 3     | 4     | 4     |
| ChristenUnie            | 4     | 3     | 3     | 3     |
| Lijst Stulp             | 2     | 3     | 4     | 3     |
| VVD                     | 2     | 3     | 3     | 3     |
| PvdA                    | 9     | 4     | 2     | 2     |
| CDA                     | 3     | 3     | 2     | 1     |
| Seniorenpartij Delfzijl | —     | —     | 2     | 1     |
| PVV                     | —     | —     | —     | 1     |
| GroenLinks              | —     | —     | —     | 1     |
| D66                     | —     | 1     | 1     | 0     |
| Partij 5 voor 12        | —     | —     | —     | 0     |
| Sociaal Delfzijl        | —     | 1     | 0     | —     |
| Partij voor het Noorden | 1     | —     | —     | —     |
| Gesamt                  | 21    | 21    | 21    | 19    |

## Sehenswürdigkeiten
- Von den mittelalterlichen Dorfkirchen im Gemeindegebiet ist aufgrund ihrer Ausstattung die Petruskerk in Woldendorp hervorzuheben. Sie wurde bei den Kämpfen in den letzten Tagen des Zweiten Weltkrieges beschädigt und bald danach wieder hergestellt.[11] Auf dem Friedhof der Woldendorper Kirche ist Uko Walles begraben, der Gründer der religiösen Bewegung der Ukowallisten.
- Die reformierte Kirche, auch Zentrumskirche genannt, wurde 1830 erbaut. 1925 erhielt die Kirche einen Dachturm und einem nördlichen Kreuzarm. Dreißig Jahre später kam die sogenannte Kleine Kapelle hinzu.
- Die reformierte Kreuzkirche von Delfzijl wurde 1953 erbaut.
- Die katholische St.-Josephs-Kirche wurde 1924 im neugotischen Stil errichtet.
- Die 1875 errichtete Mühle Adam in der Innenstadt von Delfzijl mit einer Galerie für moderne Kunst
- Das Empfangsgebäude des Bahnhofs Delfzijl wurde 1883 im sogenannten Standardtyp Sneek erbaut.
- Das Seeaquarium und das Heimatmuseum, in einem Gebäude nahe dem Hafen und des Bahnhofs
- Die malerischen Dörfer Spijk und Godlinze
- Es gibt Schiffsverbindungen von Delfzijl nach Ditzum, Emden und zur ostfriesischen Insel Borkum. In den Monaten Mai bis September besteht ein regelmäßiger Schiffsverkehr[12][13]
- Der kleine alte Fischereihafen von Termunterzijl

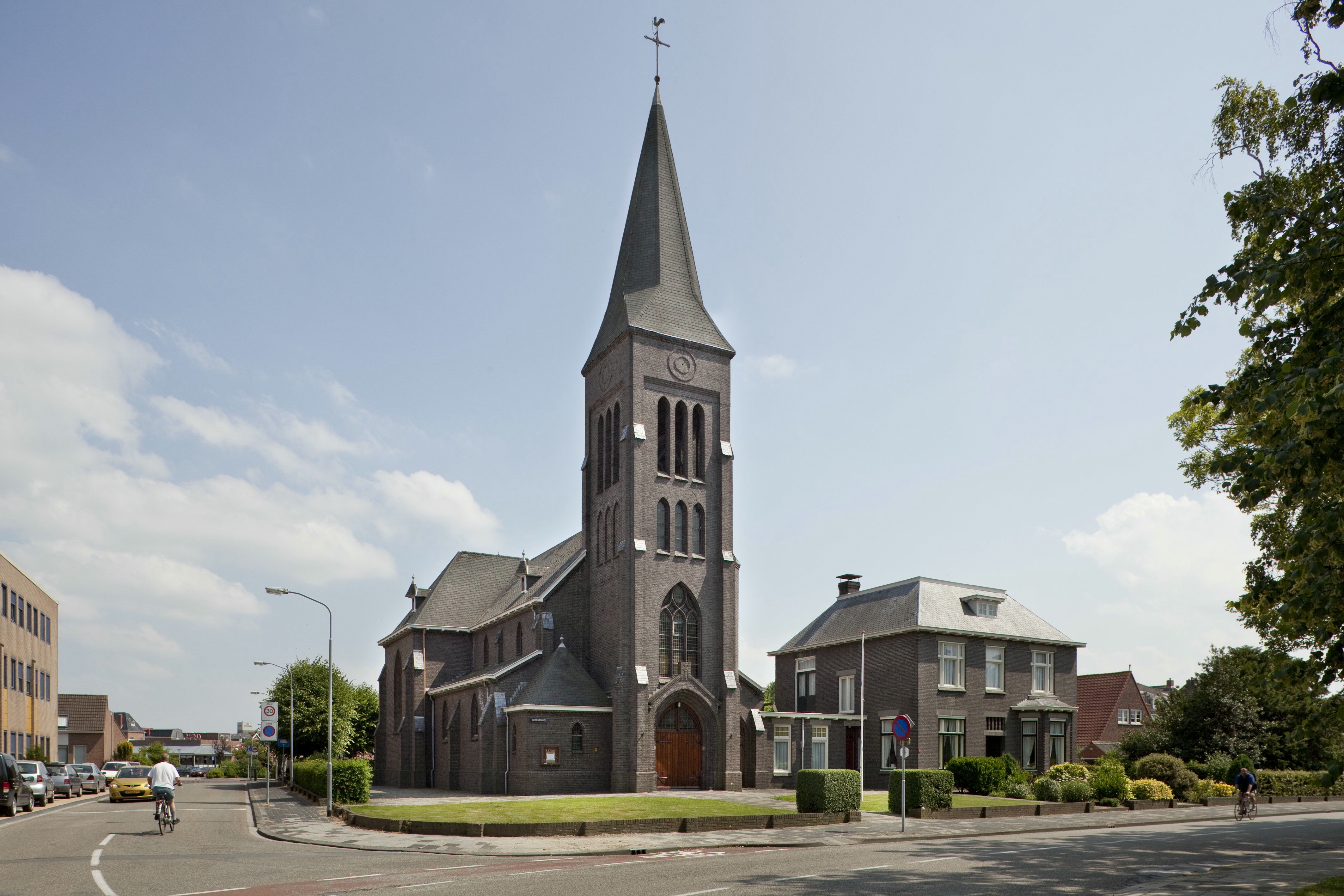
Katholische St.-Joseph-Kirche
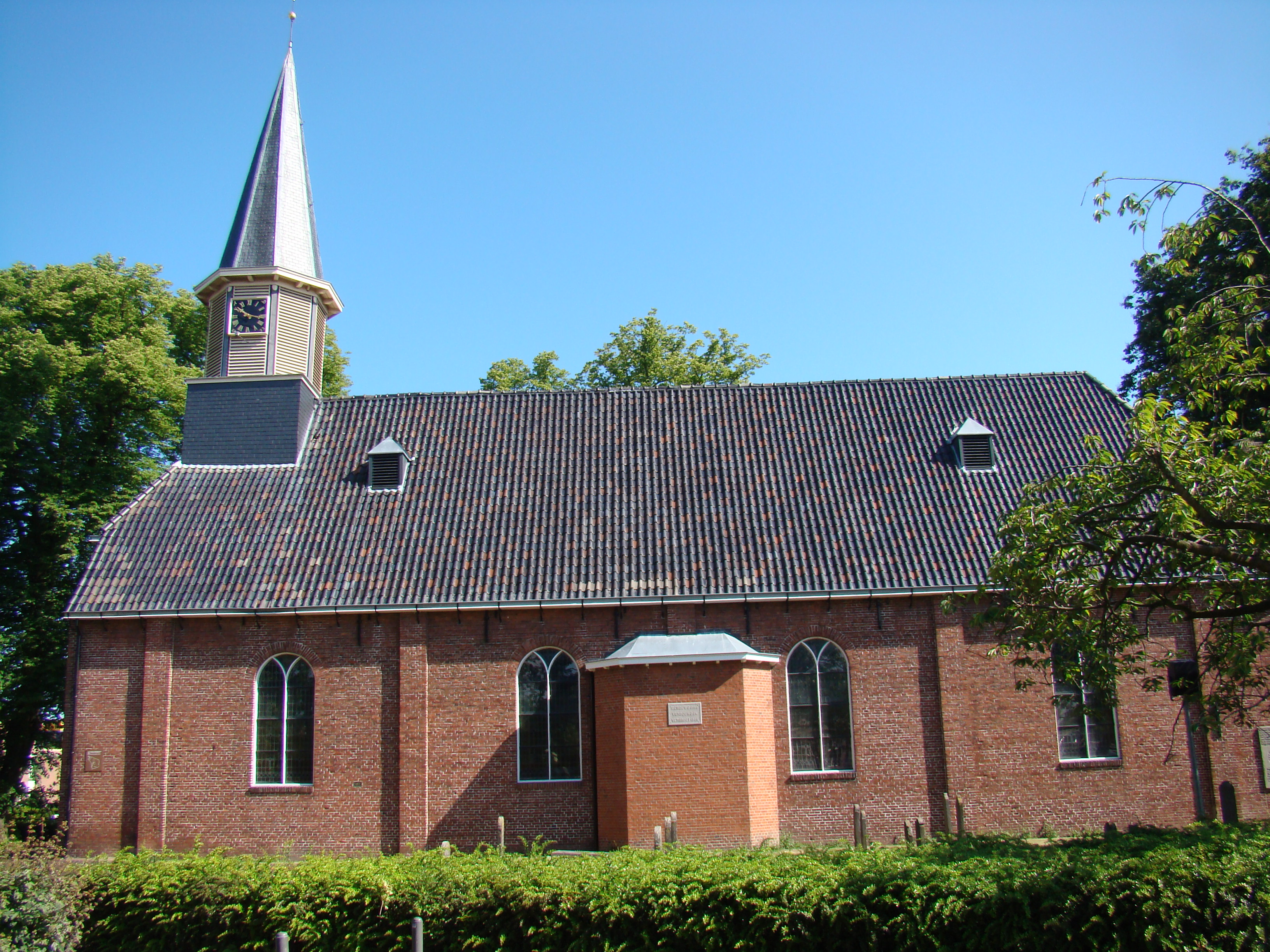
Reformierte Kirche
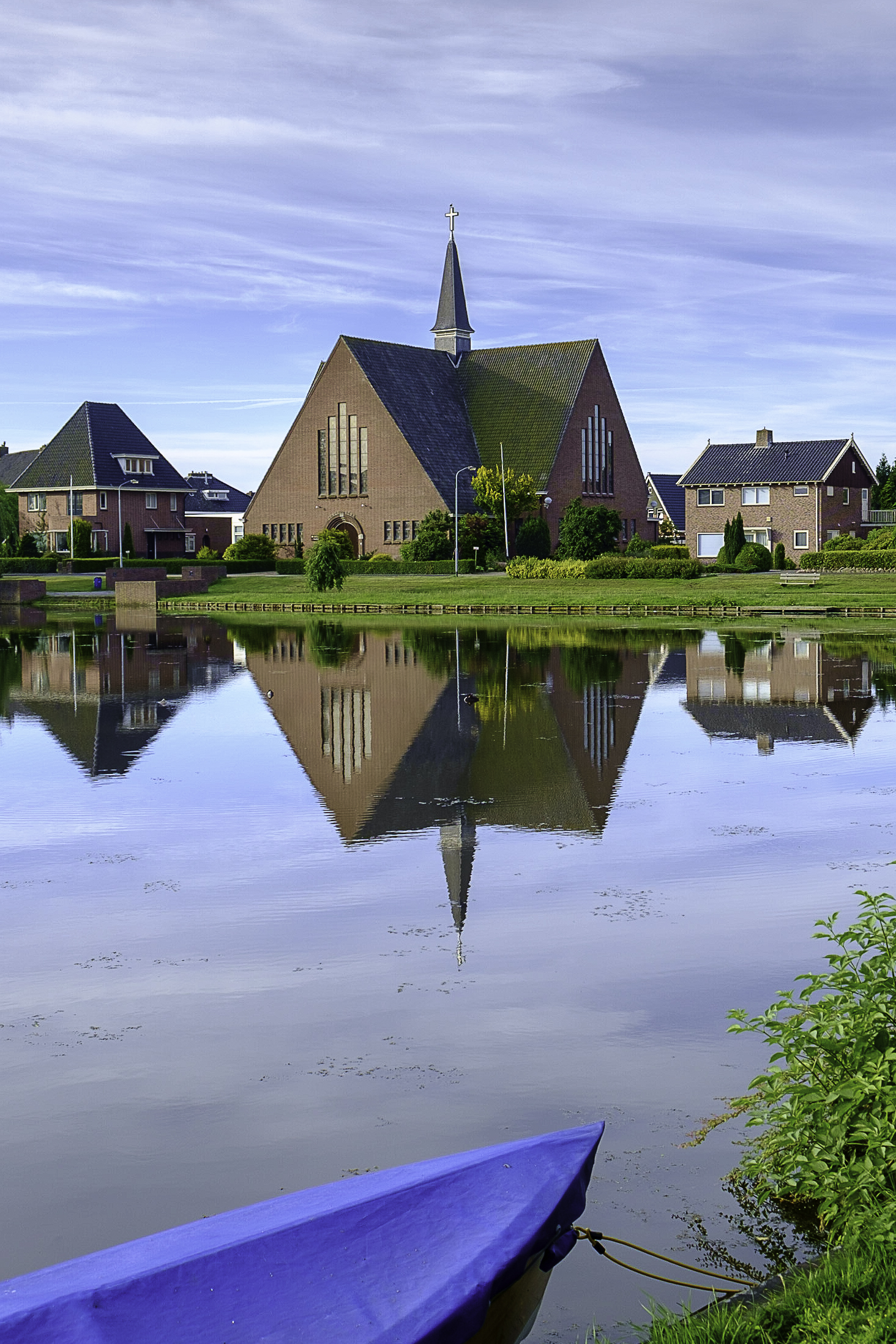
Reformierte Kreuzkirche
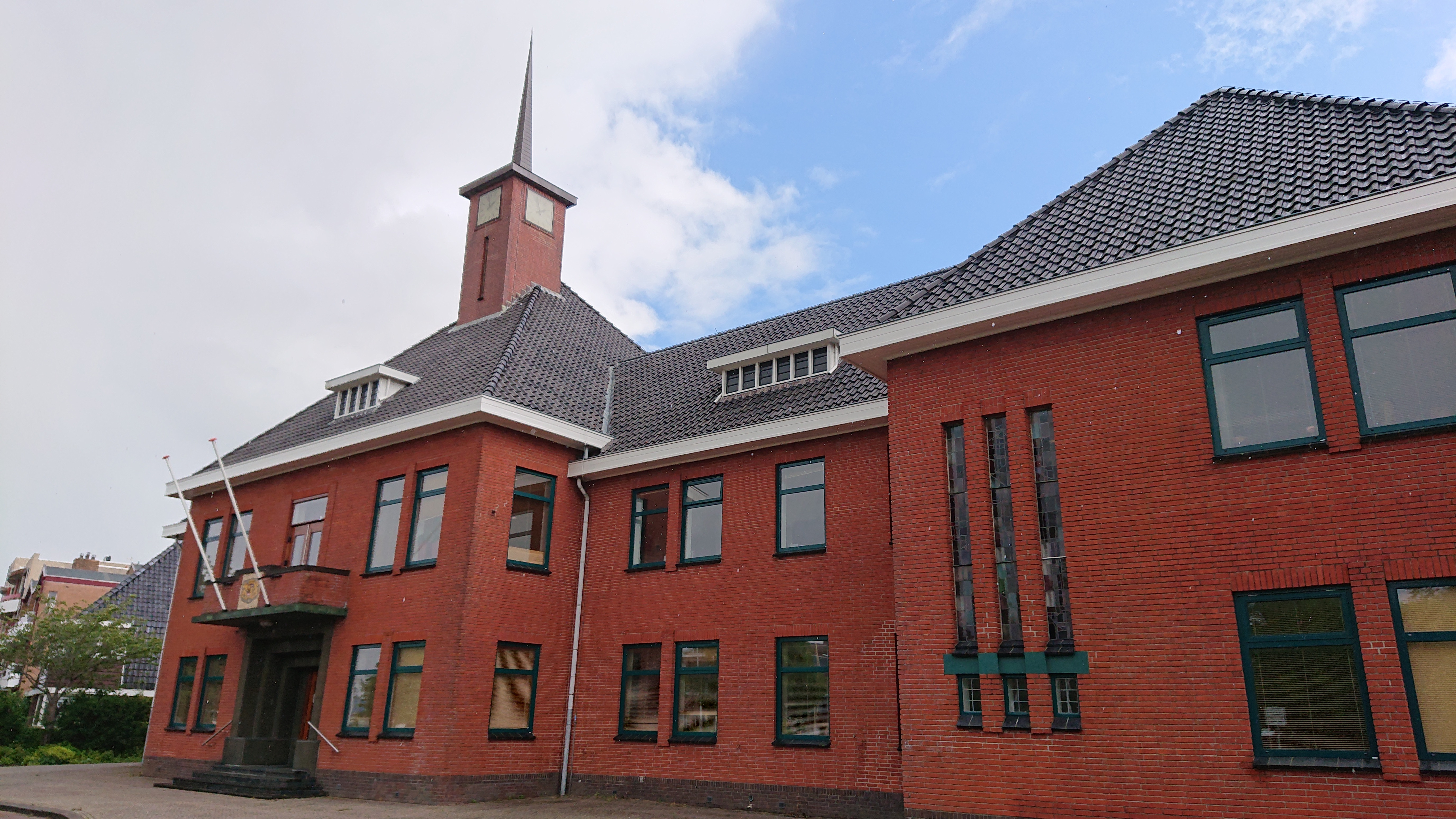
Rathaus Delfzijl
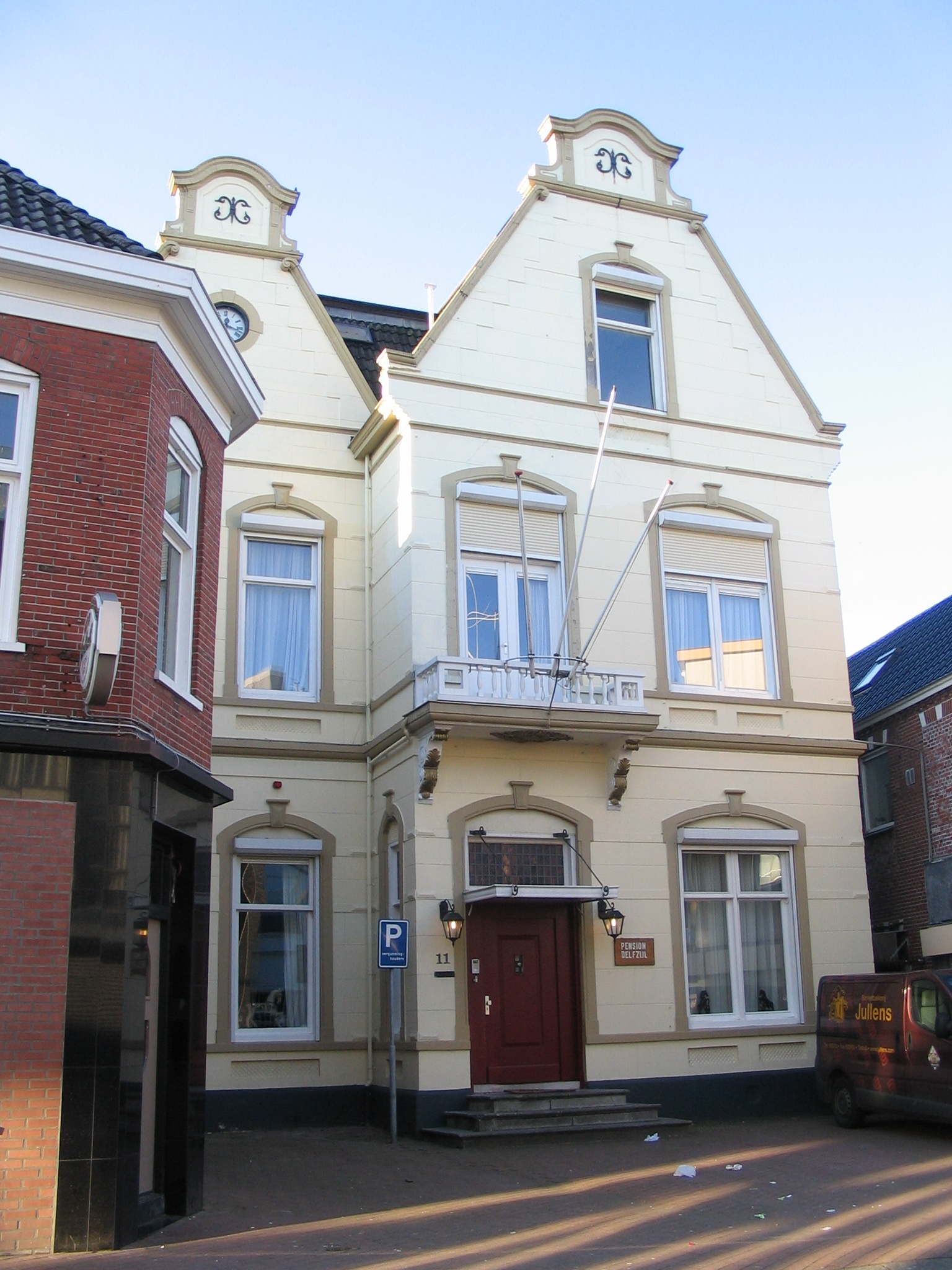
Ehemaliges Rathaus von 1899 an der Oude Schans im Zentrum von Delfzijl
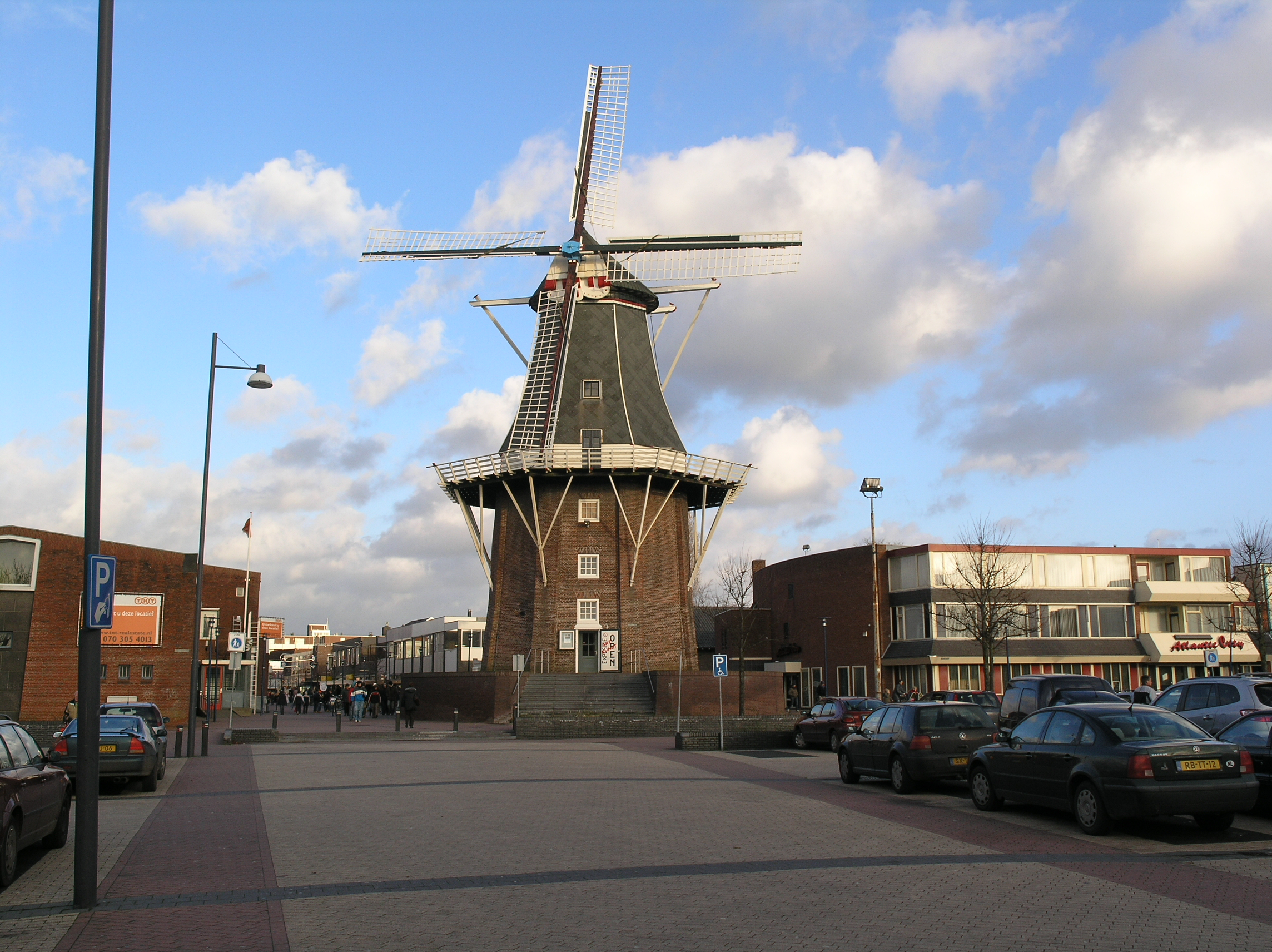
Mühle ‚Adam‘
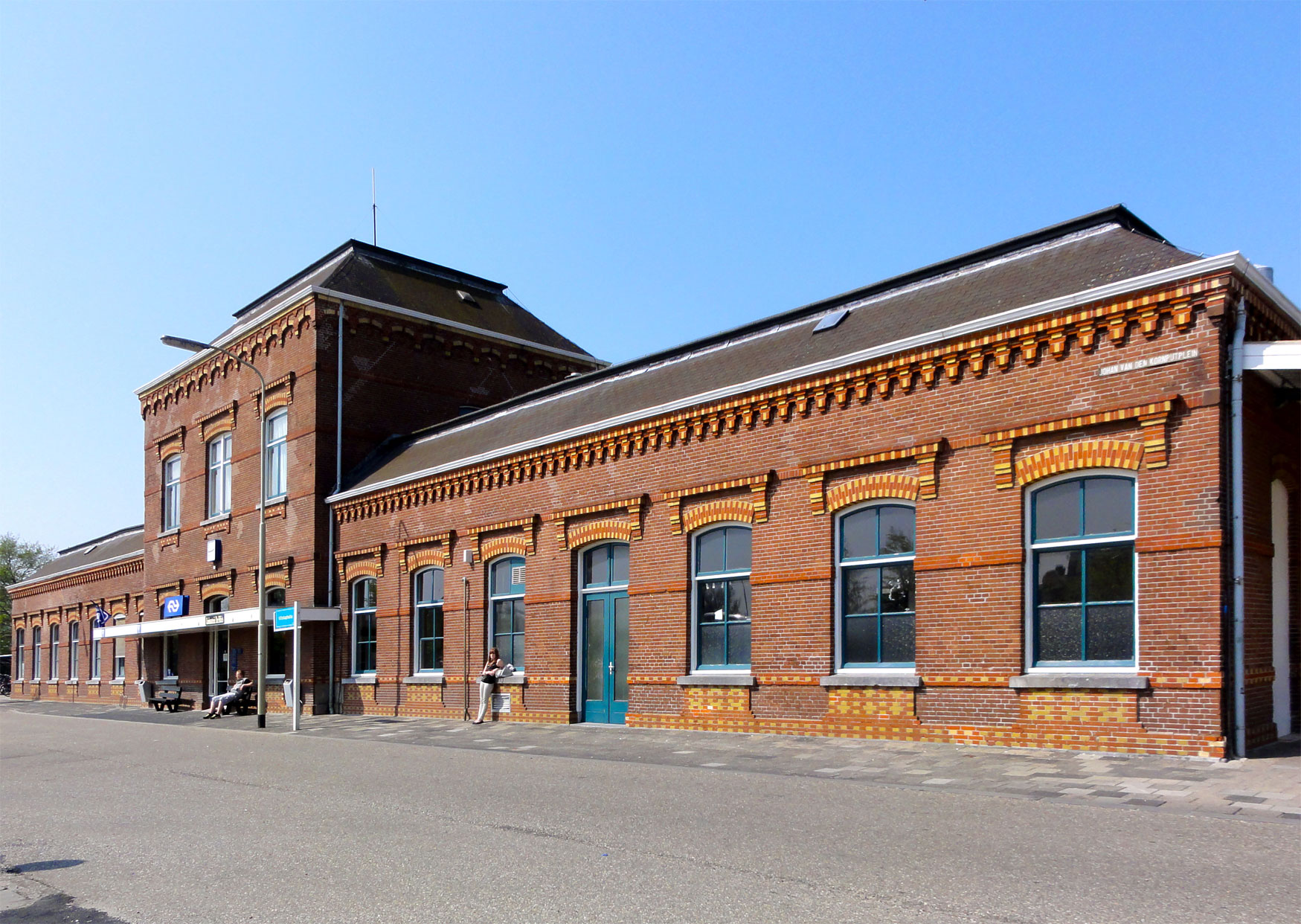
Bahnhof Delfzijl
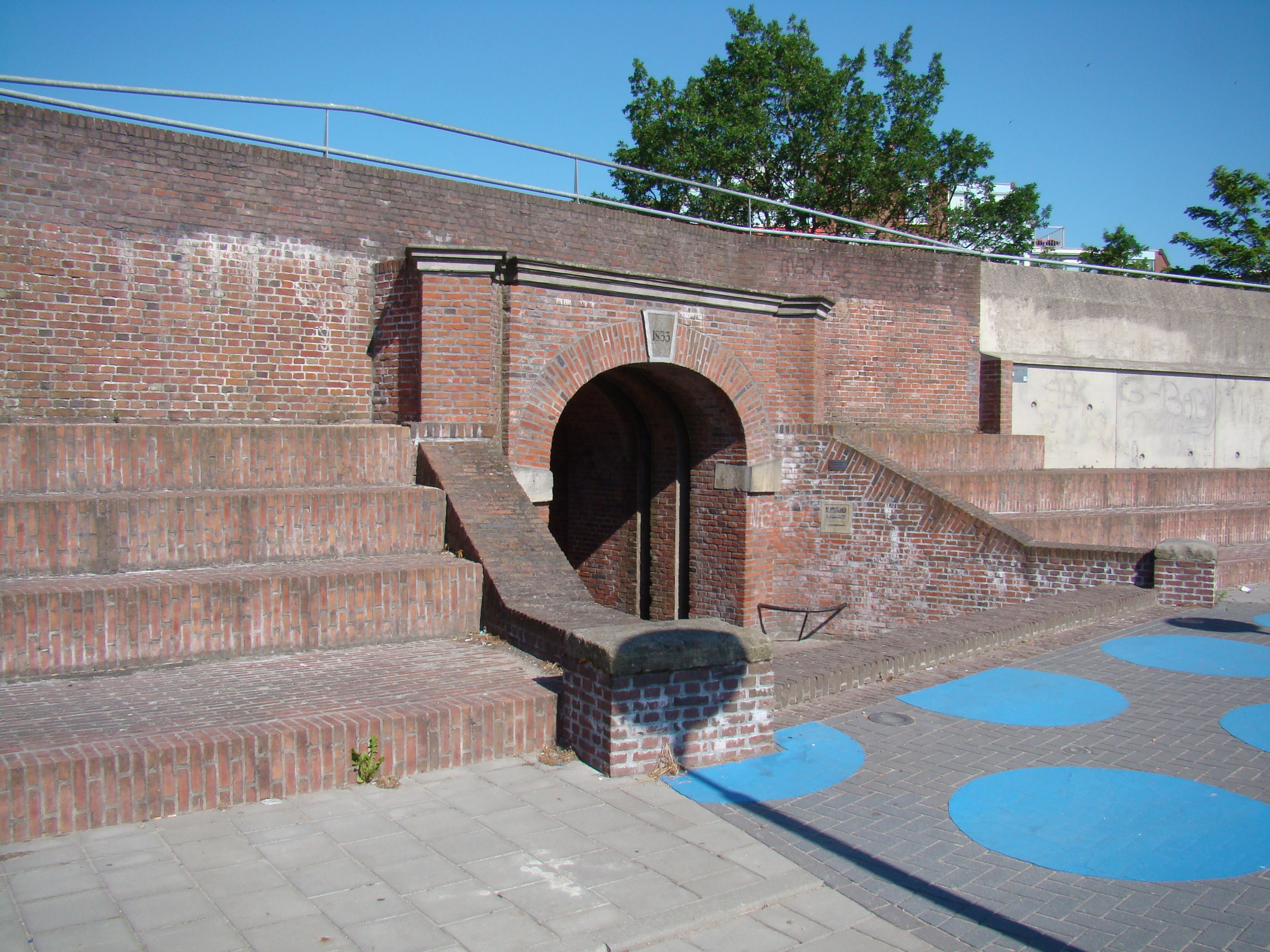
Sieltor
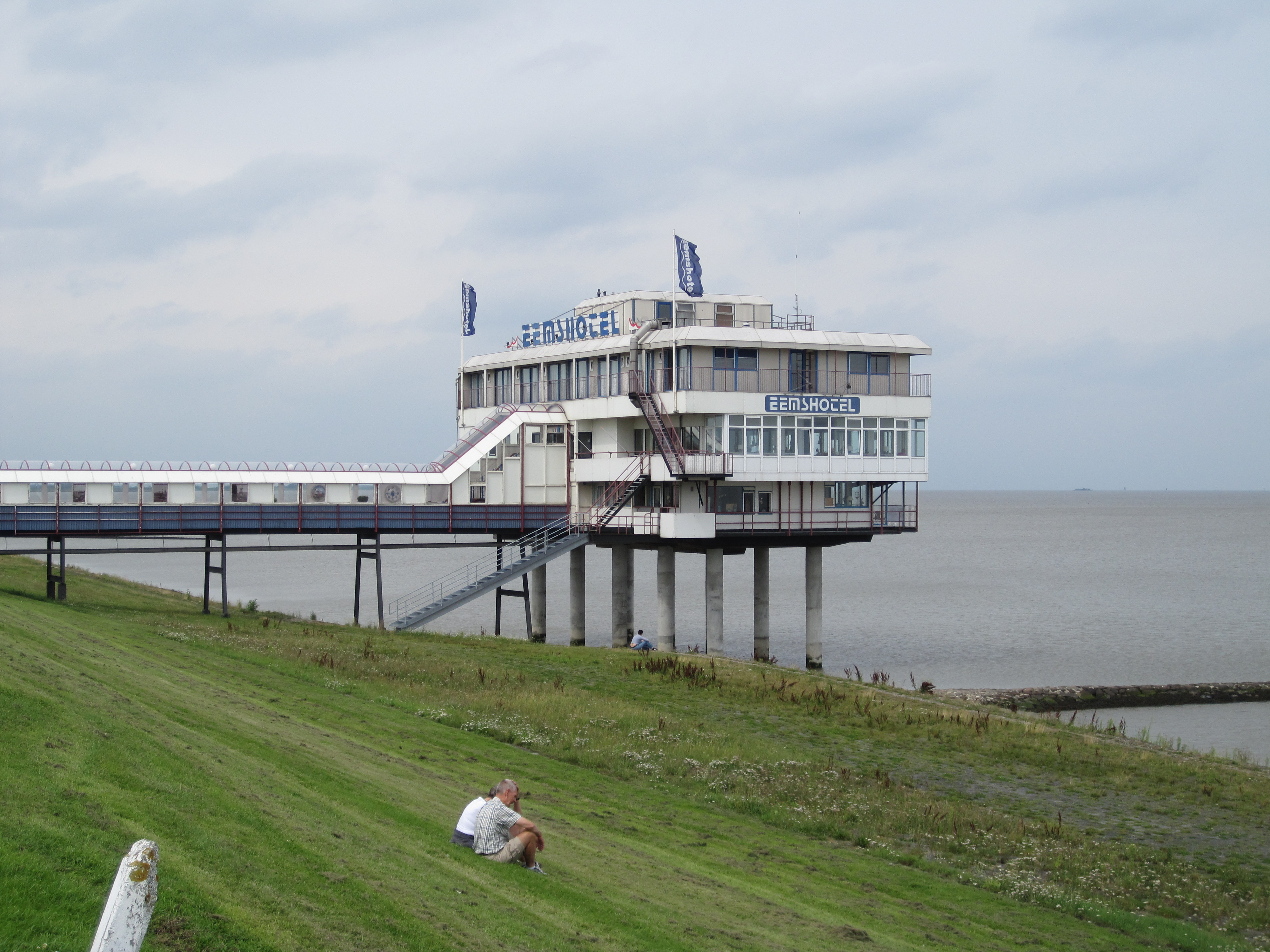
Das Eemshotel
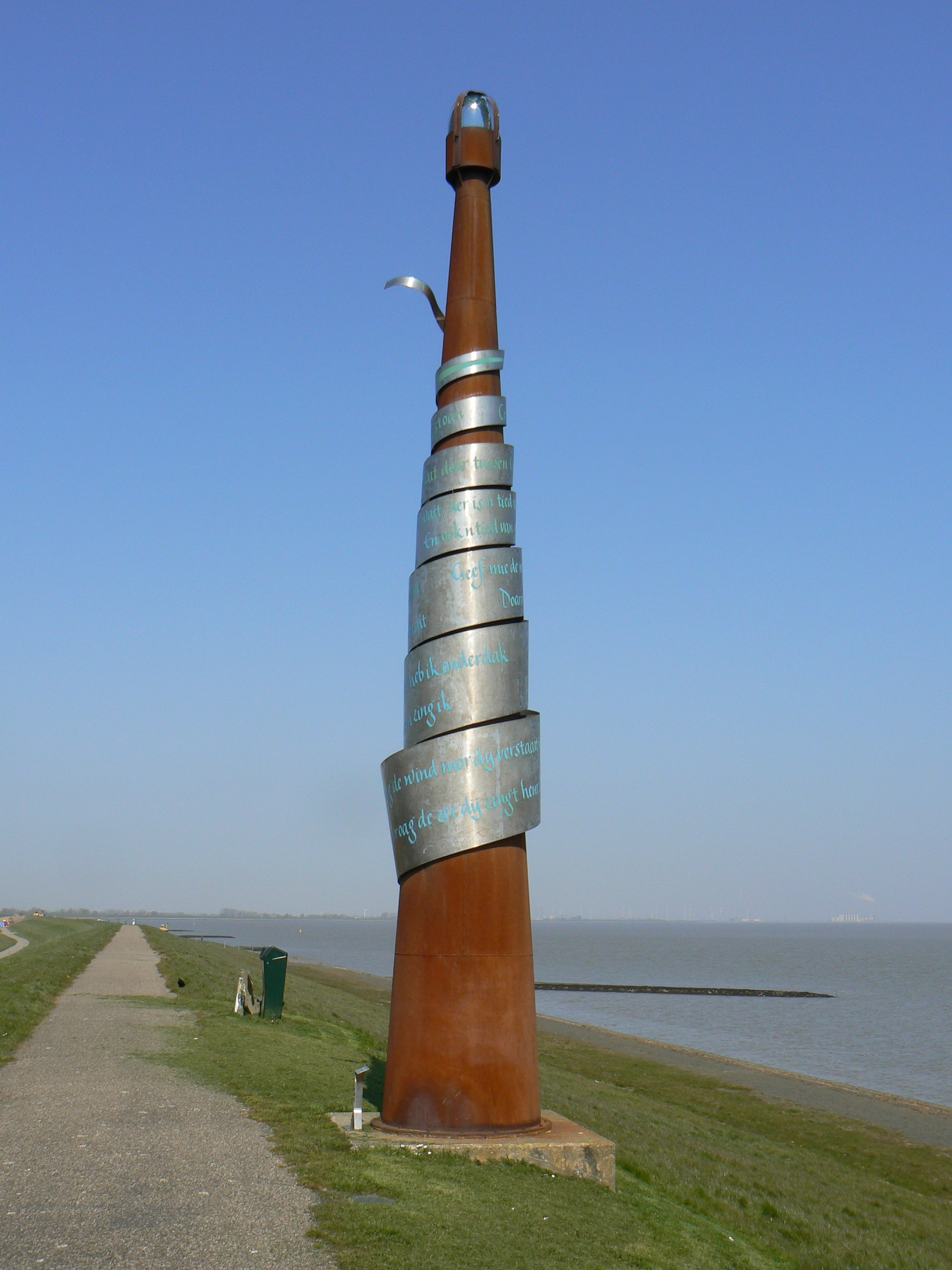
Stele zu Ehren von Ede Staal
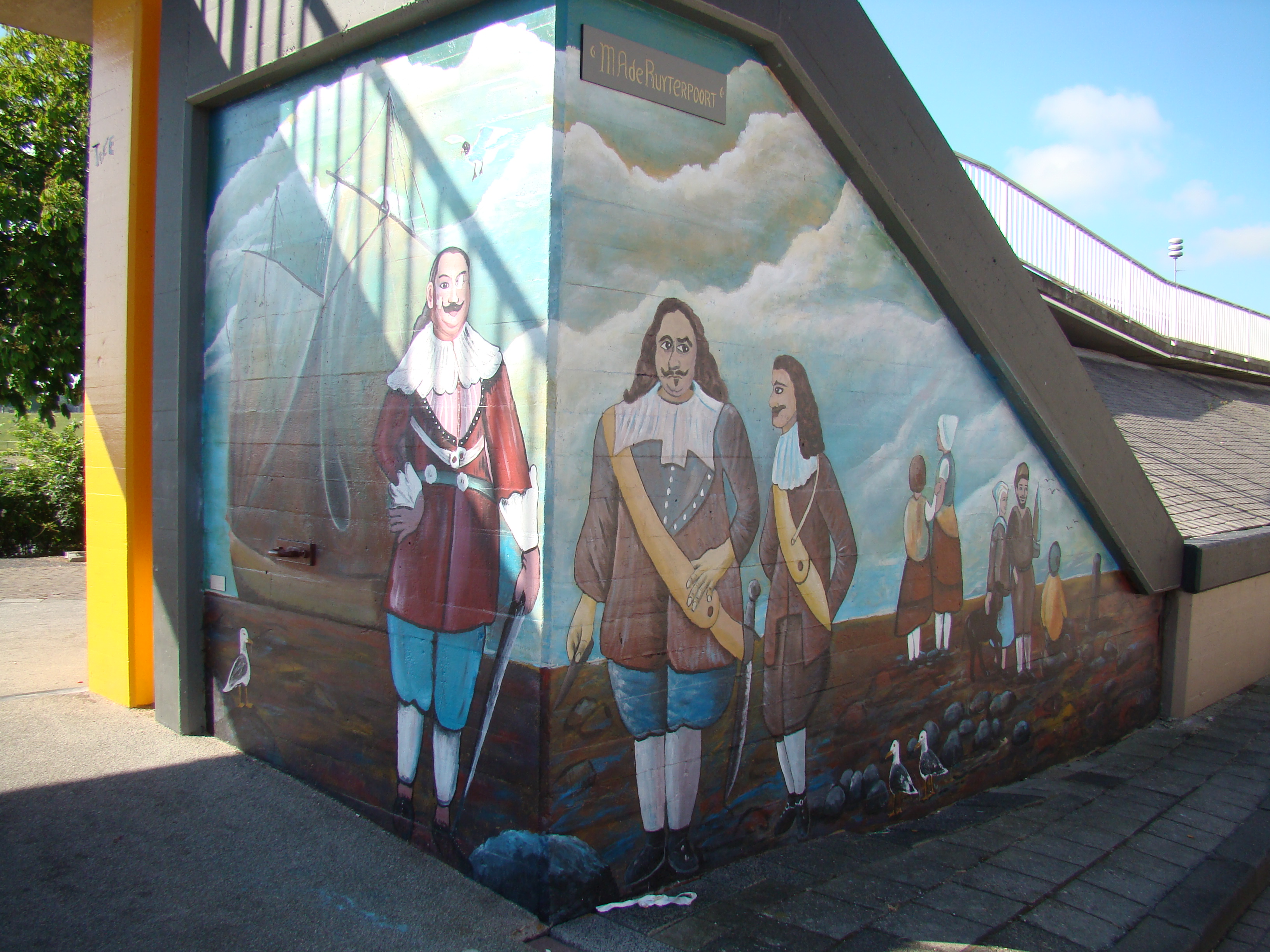
Wandmalerei an einer Fußgängerbrücke
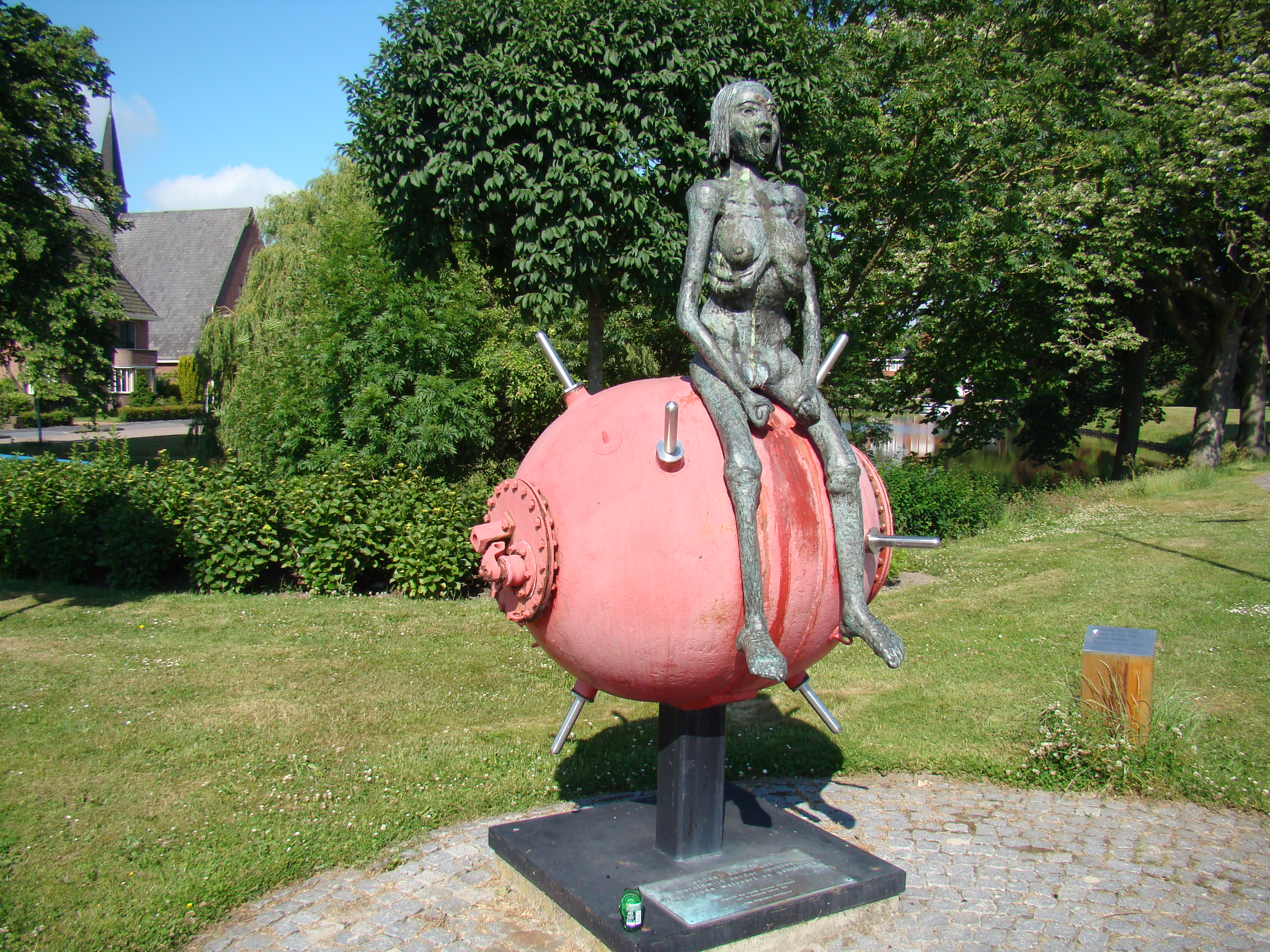
Mahnmal
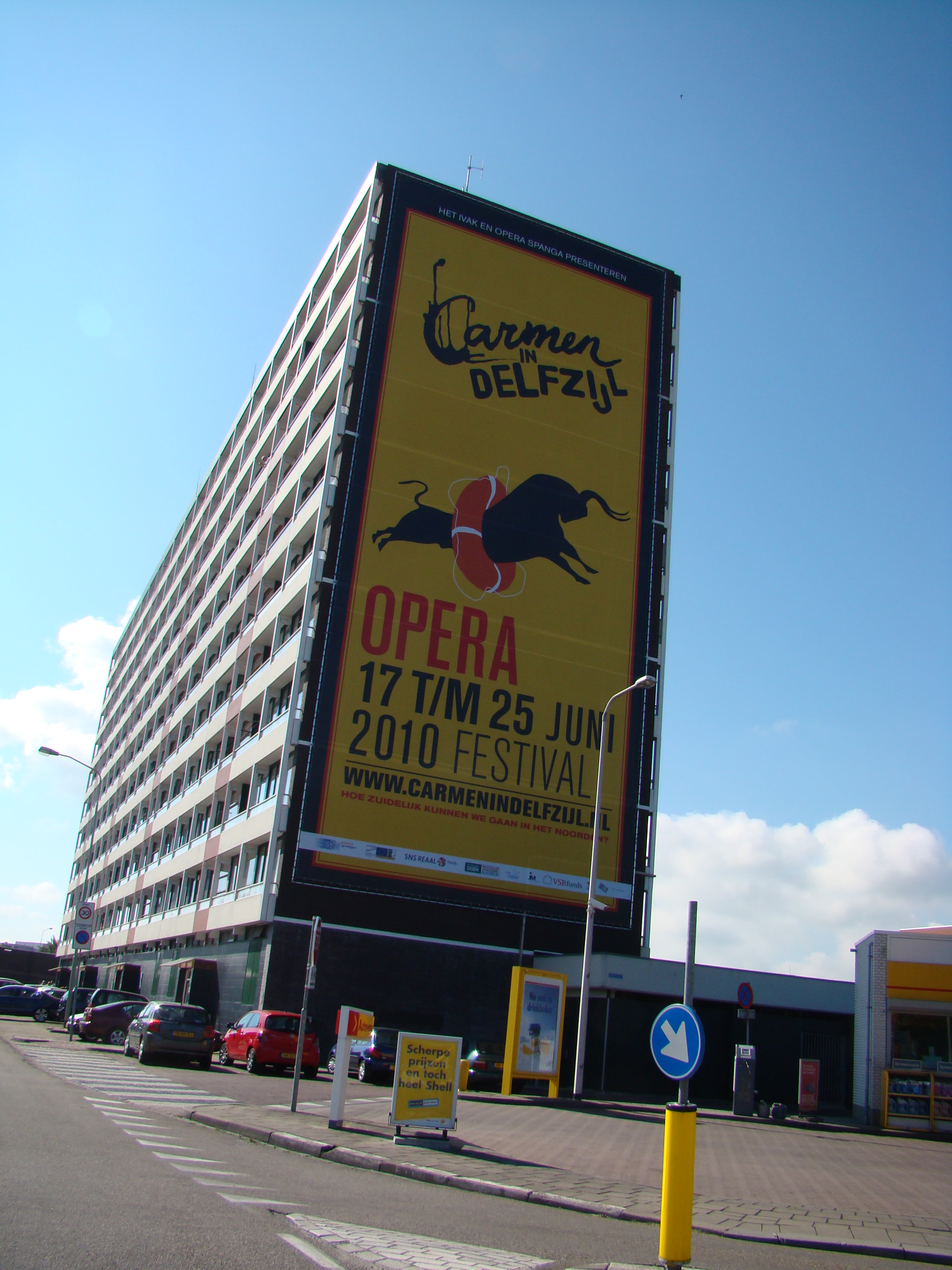
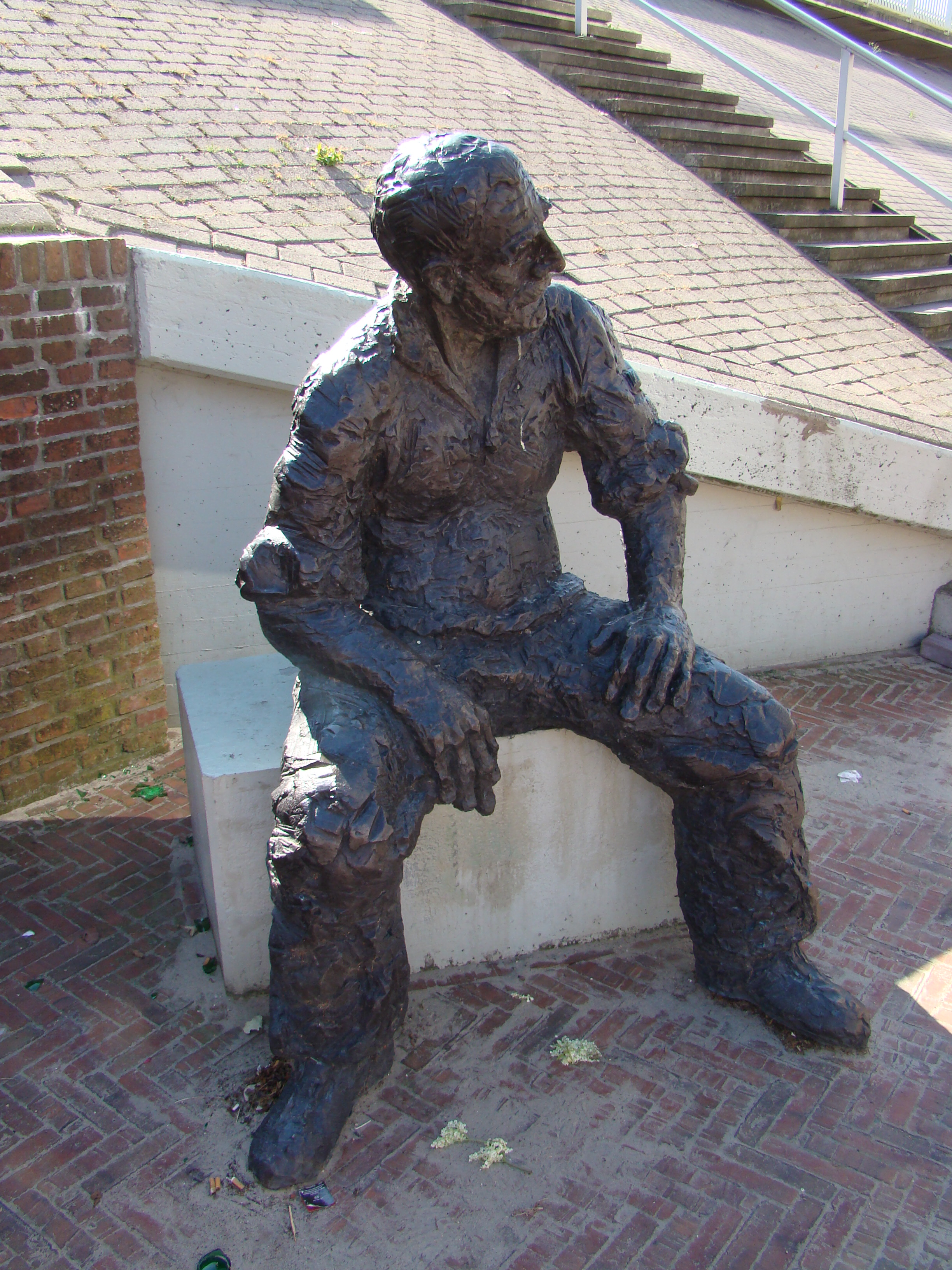

## Mit der Stadt verbundene Persönlichkeiten
- Georges Simenon (1903–1989), belgischer Schriftsteller. Er verbrachte in Begleitung seiner Frau einige Monate im Übergang von 1929 auf 1930 mit seinem Segelboot Ostrogoth in Delfzijl. Sein Boot musste wegen eines Lecks überholt werden und nach eigenem Bekunden soll er währenddessen in einem Delfzijler Café (Het Paviljoen nahe dem Lotsendenkmal, heute abgegangen) seine berühmte Figur des Maigrets ersonnen haben. Auch ein späterer Maigret-Roman (Maigret und das Verbrechen in Holland) spielt in Delfzijl. Die Gemeinde würdigt Simenon seit 1966 mit einer mannshohen Statue.
- Ede Staal (1941–1986), Englischlehrer, Mundartsänger und -dichter. Ihm zu Ehren wurde im Jahr 2001 eine prominent sichtbare Metallsäule auf dem Deich errichtet.
- Ingrid van Engelshoven (* 1966), Politikerin der Democraten 66
- Jan Boven (* 1972), Radrennfahrer
- Florentijn Hofman (* 1977), Künstler. Er erschuf, neben vielen anderen Großskulpturen, die überdimensionalen, bis zu 30 Meter hohen, gelben Gummienten („Rubber Duck“), welche in verschiedenen Häfen der Welt zur temporären Attraktion wurden.
- Daniël van Kaam (* 2000), brasilianisch-niederländischer Fußballspieler

## Städtepartnerschaften
Delfzijl ist durch Städtepartnerschaften verbunden mit:
- Aubenas, Frankreich
- Cesenatico, Italien
- Schwarzenbek, Deutschland
- Sierre, Schweiz
- Zelzate, Belgien
- Shūnan, Japan